# 1774 az irodalomban
Az 1774. év az irodalomban.

## Megjelent új művek

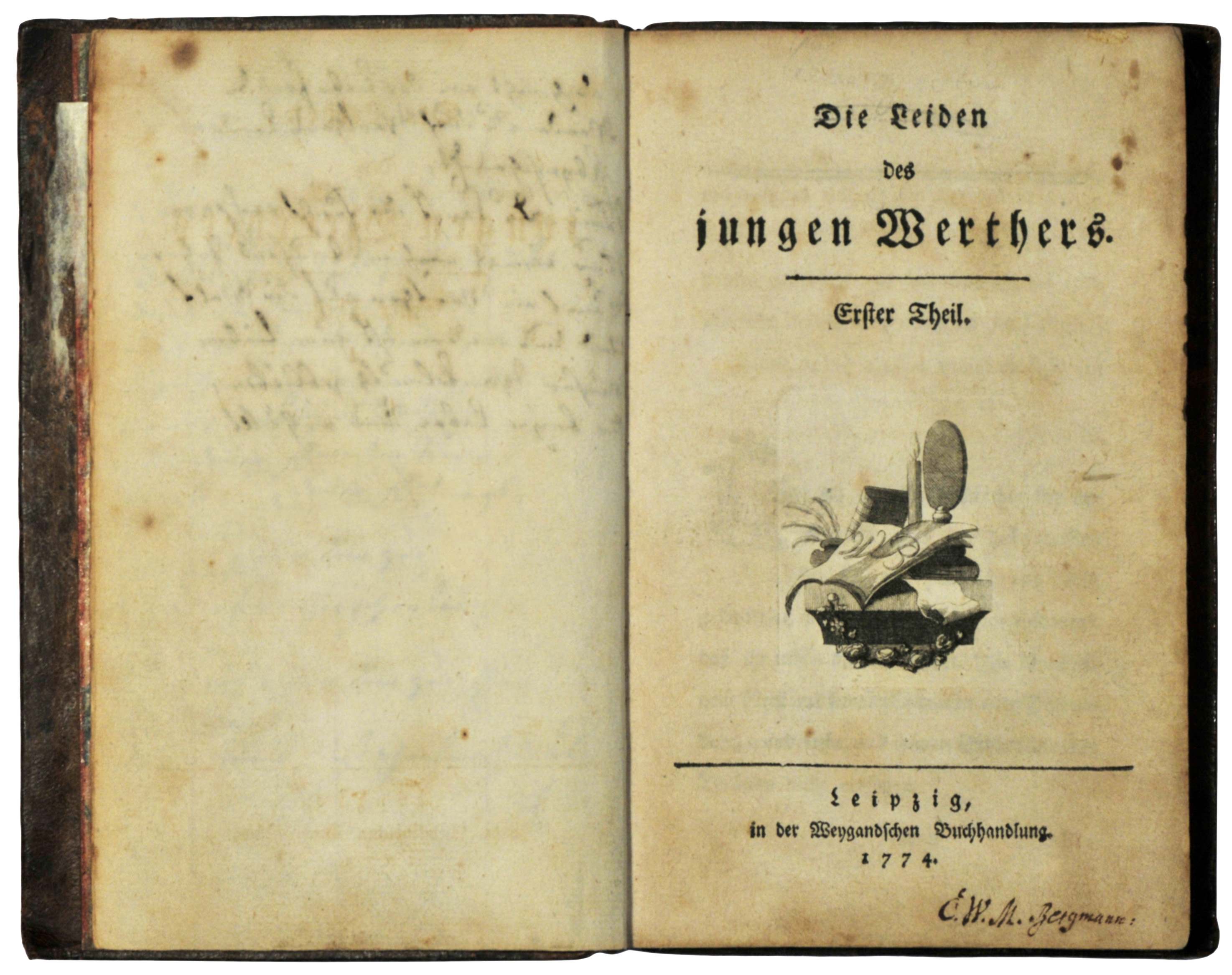
A Werther első kiadásának címlapja

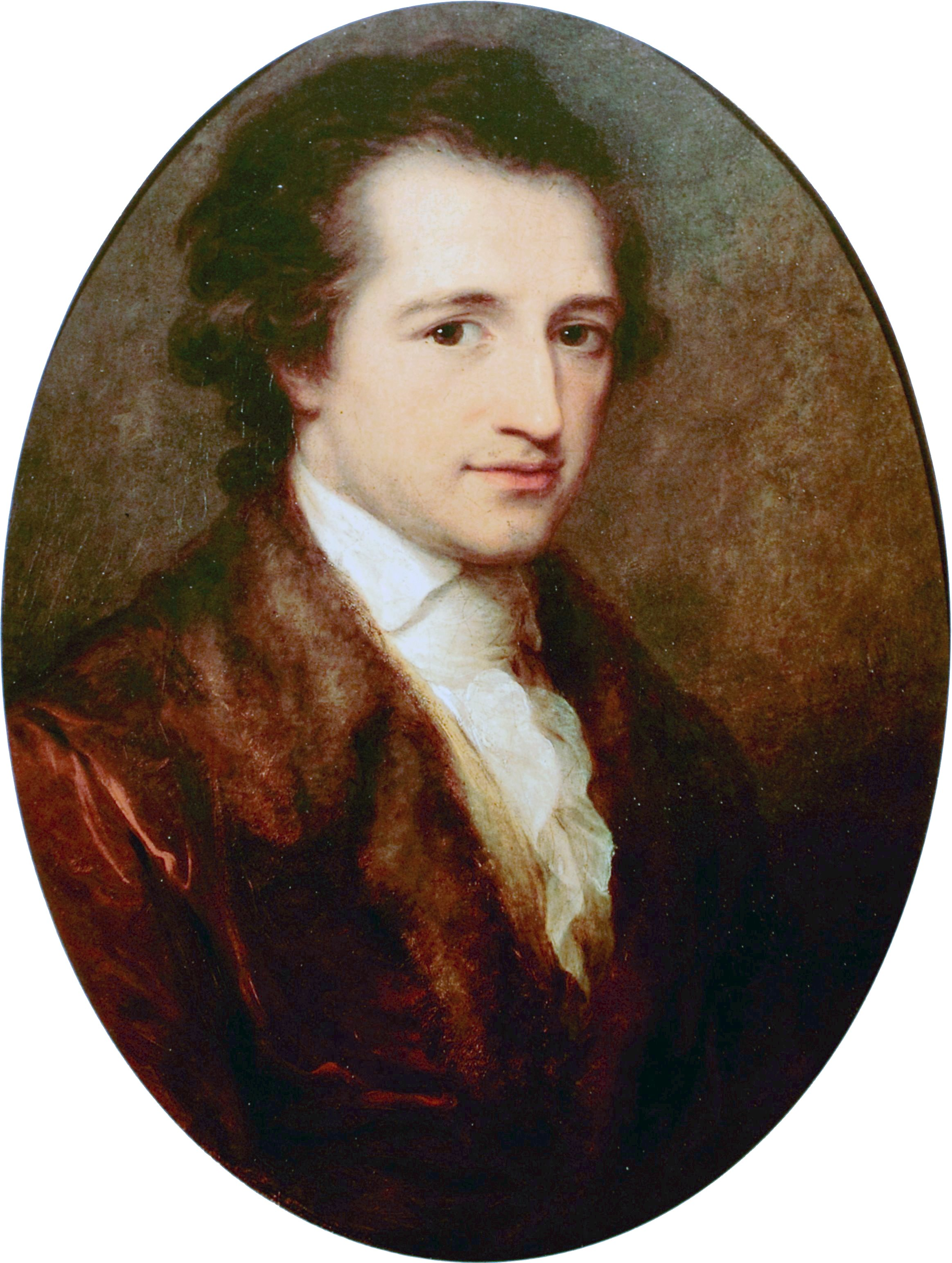
Az ifjú Goethe

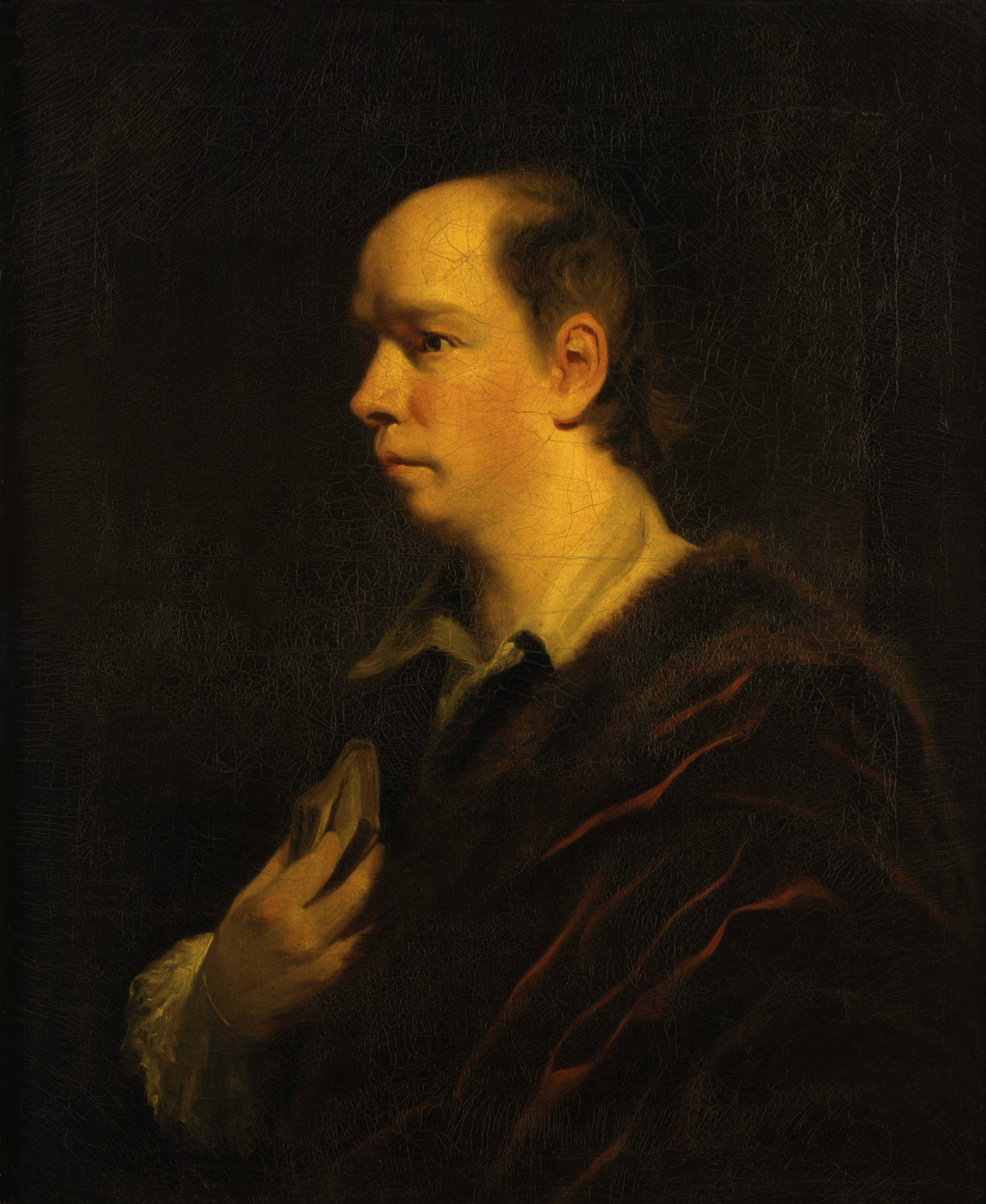
Oliver Goldsmith

- Johann Wolfgang von Goethe nagy hatású regénye: Az ifjú Werther szenvedései (Die Leiden des jungen Werthers).
- Christoph Martin Wieland szatirikus regénye: Die Geschichte der Abderiten (Az abderiták története).
- Jakob Michael Reinhold Lenz: Anmerkungen übers Theater (Megjegyzések a színházról), tanulmányok.
- Thomas Warton angol szerző: The History of English Poetry (Az angol költészet története); három kötet, 1774–1781.

### Dráma
- Goethe első kinyomtatott műve: Clavigo; a darabot abban az évben bemutatják.
- Jakob Michael Reinhold Lenz: Der Hofmeister, oder Vorteile der Privaterziehung (A nevelő).

### Magyar irodalom
- La Calprenède Cassandra című heroikus regényének magyarra átültetése, Báróczi Sándor munkája: Kassándra, melyet frantziából fordított Bárótzi Sándor Magyar Nemes Testőrző.

(„Báróczi munkája nem is annyira fordítása, mint inkább tömörített kivonata az eredetinek.")

## Halálozások
- április 4. – Oliver Goldsmith angol-ír költő, regényíró és orvos, többek között A wakefieldi lelkész (The Vicar of Wakefield) szerzője (* 1728 vagy 1730)
- augusztus 14. – Johann Jakob Reiske német filológus és orientalista (* 1716)